# Here as in Heaven
Here as in Heaven es un álbum en vivo de Elevation Worship. Essential Worship lanzó el álbum el 5 de febrero de 2016.

## Premios y reconocimientos
El álbum fue nominado para un GMA Dove Award 2016 categoría Álbum de adoración del año 2016.
La canción "O Come to the Altar" fue la número 3 en el Worship Leader's Top 20 la lista de canciones de 2016.

## Lista de canciones
| No.             | Título                                | Escritores                                                                                 | Duración |
| --------------- | ------------------------------------- | ------------------------------------------------------------------------------------------ | -------- |
| 1.              | "Here as in Heaven"                   | Chris Brown, Mack Brock, Matthews Ntlele, Steven Furtick, Wade Joye                        | 8:19     |
| 2.              | "Grace like a Wave"                   | Brown, Brock, Furtick, Joye, Aaron Robertson, Jane Williams, Lauren Anderson, London Gatch | 4:44     |
| 3.              | "Call upon the Lord"                  | Brown, Furtick                                                                             | 5:21     |
| 4.              | "O Come to the Altar"                 | Brown, Brock, Furtick, Joye                                                                | 5:55     |
| 5.              | "Resurrecting"                        | Brown, Brock, Ntlele, Furtick, Joye                                                        | 7:47     |
| 6.              | "Evidence"                            |                                                                                            | 5:12     |
| 7.              | "Shine a Light"                       | Brown, Ntlete, Furtick, Williams                                                           | 4:17     |
| 8.              | "Yahweh"                              | Ntlele, Furtick, Williams                                                                  | 6:43     |
| 9.              | "I Can't Believe"                     | Brown, Ntlele, Furtick, Stefan Green                                                       | 5:45     |
| 10.             | "First and Only"                      | Brown, Furtick, Joye                                                                       | 5:23     |
| 11.             | "Praise Goes On"                      | Brown, Furtick, Joye                                                                       | 4:15     |
| 12.             | "Hold on to Me"                       | Brown, Brock, Furtick                                                                      | 5:22     |
| 13.             | "For a Moment"                        | Brown, Ntlele, Furtick, Williams                                                           | 6:30     |
| 14.             | "O Come to the Altar (Radio Version)" | Brown, Brock, Ntlele, Furtick, Joye                                                        | 3:55     |
| Duración Total: | Duración Total:                       | Duración Total:                                                                            | 79:28    |

## Rendimiento del álbum
| Chart (2016)                    | Peak position |
| ------------------------------- | ------------- |
| Australian Albums (ARIA)        | 27            |
| Canadian Albums (Billboard)     | 58            |
| New Zealand Albums (RMNZ)       | 32            |
| US Billboard 200                | 15            |
| US Christian Albums (Billboard) | 1             |